# هيبوليتو رينكون
هيبوليتو رينكون (بالإسبانية: Poli Rincón)‏ (مواليد 28 أبريل 1957) هو لاعب كرة قدم. يلعب مع منتخب إسبانيا لكرة القدم. سبق له أن لعب في كأس العالم لكرة القدم مع منتخب بلاده.

## روابط خارجية
- هيبوليتو رينكون على موقع الاتحاد الدولي (مؤرشف)  (الإنجليزية)
- هيبوليتو رينكون على موقع الاتحاد الأوربي (الإنجليزية)
- هيبوليتو رينكون على موقع قاعدة بيانات كرة القدم.إي يو (الإنجليزية)
- هيبوليتو رينكون على موقع ناشيونال فوتبول تيمز (الإنجليزية)
- هيبوليتو رينكون على موقع أوليمبيديا (الإنجليزية)